# Pierre-Louis Lions
Pierre-Louis Lions (11 d'agost de 1956) és un matemàtic francès. És fill de Jacques-Louis Lions, també matemàtic i professor de la Universitat de Nancy i de Andrée Olivier. Es va doctorar a la Universitat de París el 1979.
Estudià la teoria de les equacions en derivades parcials no lineals i el 1994 va rebre la Medalla Fields pel seu treball durant la seva estada a la Universitat París-Dauphine. Lions va ser el primer a trobar una solució completa a l'equació de Boltzmann amb una demostració. Ha rebut el premi IBM (1987) i el premi Philip Morris (1991). Va rebre el doctorat honoris causa de la universitat Universitat Heriot-Watt d'Edimburg
(Escòcia) i de la City University of Hong-Kong.
Actualment és professor d'equacions en derivades parcials al col·legi de França i de l'École polytechnique.